# Zakaria Chihab
Zakaria Chihab (ar. زكريا شهاب; ur. 5 marca 1926, zm. w 1984) – libański zapaśnik, uczestnik Igrzysk Olimpijskich w 1952 roku.
Szósty na mistrzostwach świata w 1953. Wicemistrz igrzysk śródziemnomorskich w 1955 i trzeci w 1951. roku.

## Letnie Igrzyska Olimpijskie 1952
| Konkurencja             | Runda grupowa       | Runda grupowa         | Runda grupowa         | Runda grupowa | Runda grupowa      | Runda grupowa         | Klas. końcowa |
| Konkurencja             | Przeciwnik I        | Przeciwnik II         | Przeciwnik III        | Przeciwnik IV | Przeciwnik V       | Przeciwnik VI         | Miejsce       |
| ----------------------- | ------------------- | --------------------- | --------------------- | ------------- | ------------------ | --------------------- | ------------- |
| styl klasyczny do 57 kg | Ion Popescu (ROU) W | Maurice Faure (FRA) W | Arvo Kyllönen (FIN) W | walkower W    | Imre Hódos (HUN) L | Artiom Terian (SUN) W | 2.            |